# 峨眉直瓣苣苔
峨眉直瓣苣苔（学名：Ancylostemon mairei var. emeiensis）为苦苣苔科直瓣苣苔属下的一个变种。

## 扩展阅读
- 維基物種上的相關：峨眉直瓣苣苔